# Tomcat Alley
Tomcat Alley est un simulateur de vol de combat développé par The Code Monkeys et édité par Sega en 1994 sur Mega-CD. Basé sur des séquences en full motion video, le jeu met en scène le chasseur Grumman F-14 Tomcat.

## Système de jeu
Le joueur est le copilote du F-14 et doit lors des FMV choisir l'itinéraire, abattre les chasseurs ennemis, larguer les leurres ou demander une manœuvre d'évitement, cibler une zone de bombardement… Entre chacun des 6 niveaux, le scénario est présenté par des films mettant en scène les acteurs.